# Segunda División de Chile 1974
Segunda División de Chile 1974 var 1974 års säsong av den näst högsta nationella divisionen för fotboll i Chile, som vanns av Santiago Morning som således tillsammans med andraplacerade Everon gick upp i Primera División (den högsta divisionen). Coquimbo Unido åkte ner till den lägre divisionen. Segunda División 1974 bestod av 16 lag som delades upp i två grupper om åtta lag, där alla inom sin grupp mötte varandra två gånger, vilket gav totalt 14 matcher per lag. Efter dessa 14 matcherna gick de tre främsta lagen i varje grupp vidare till en uppflyttningsserie, medan det sämsta laget i varje grupp gick till kvalspel.

## Tabell
| Nr | Lag                  | S  | V | O | F | GM | IM | MS  | P  |
| -- | -------------------- | -- | - | - | - | -- | -- | --- | -- |
| 1  | Everton              | 14 | 7 | 4 | 3 | 26 | 16 | +10 | 18 |
| 2  | Audax Italiano       | 14 | 8 | 2 | 4 | 24 | 17 | +7  | 18 |
| 3  | Trasandino           | 14 | 7 | 2 | 5 | 26 | 20 | +6  | 16 |
| 4  | Deportes Ovalle      | 14 | 6 | 4 | 4 | 18 | 15 | +3  | 16 |
| 5  | San Luis de Quillota | 14 | 5 | 4 | 5 | 23 | 23 | 0   | 14 |
| 6  | Universidad Católica | 14 | 5 | 3 | 6 | 16 | 19 | −3  | 13 |
| 7  | San Antonio Unido    | 14 | 3 | 3 | 8 | 15 | 26 | −11 | 9  |
| 8  | Coquimbo Unido       | 14 | 1 | 6 | 7 | 14 | 26 | −12 | 8  |

| Nr | Lag              | S  | V | O | F | GM | IM | MS  | P  |
| -- | ---------------- | -- | - | - | - | -- | -- | --- | -- |
| 1  | Santiago Morning | 14 | 8 | 3 | 3 | 27 | 15 | +12 | 19 |
| 2  | Ferroviarios     | 14 | 8 | 3 | 3 | 24 | 14 | +10 | 19 |
| 3  | Ñublense         | 14 | 5 | 6 | 3 | 14 | 13 | +1  | 16 |
| 4  | Independiente    | 14 | 5 | 5 | 4 | 15 | 17 | −2  | 15 |
| 5  | Iberia           | 14 | 4 | 5 | 5 | 15 | 17 | −2  | 13 |
| 6  | Curicó Unido     | 14 | 4 | 4 | 6 | 14 | 17 | −3  | 12 |
| 7  | Deportes Linares | 14 | 2 | 7 | 5 | 24 | 28 | −4  | 11 |
| 8  | Malleco Unido    | 14 | 1 | 5 | 8 | 15 | 27 | −12 | 7  |

## Uppflyttningsserien
Lag 1–2: Uppflyttade till Primera División samt vidare till mästerskapsfinal.
| Nr | Lag              | S  | V | O | F | GM | IM | MS  | P  |
| -- | ---------------- | -- | - | - | - | -- | -- | --- | -- |
| 1  | Santiago Morning | 10 | 5 | 4 | 1 | 21 | 9  | +12 | 14 |
| 2  | Everton          | 10 | 5 | 4 | 1 | 19 | 12 | +7  | 14 |
| 3  | Ferroviarios     | 10 | 5 | 2 | 3 | 18 | 14 | +4  | 12 |
| 4  | Ñublense         | 10 | 1 | 5 | 4 | 10 | 17 | −7  | 7  |
| 5  | Audax Italiano   | 10 | 2 | 3 | 5 | 12 | 21 | −9  | 7  |
| 6  | Trasandino       | 10 | 2 | 2 | 6 | 14 | 21 | −7  | 6  |

### Mästerskapsfinal
|  | 18 februari 1975 | Santiago Morning | 2–1 | Everton  | Estadio Santa Laura, Santiago |               |
|  |                  | Pizarro 17′, 79′ |     | Mena 49′ | Publik: 4 928                 | Publik: 4 928 |
|  |                  |                  |     |          | Publik: 4 928                 | Publik: 4 928 |
|  |                  |                  |     |          | Publik: 4 928                 | Publik: 4 928 |

|  | 20 februari 1975 | Everton                   | 2–2 | Santiago Morning       | Estadio Sausalito, Viña del Mar |               |
|  |                  | Navarrete 63′ Escobar 70′ |     | Pizarro 26′ Quiroz 66′ | Publik: 6 305                   | Publik: 6 305 |
|  |                  |                           |     |                        | Publik: 6 305                   | Publik: 6 305 |
|  |                  |                           |     |                        | Publik: 6 305                   | Publik: 6 305 |

## Nedflyttningskval
|  | 17 december 1974 | Malleco Unido                     | 3–1 | Coquimbo Unido | Estadio Santa Laura, Santiago |               |
|  |                  | Jiménez 20′ Muñoz 21′ (str.), 38′ |     | Coopman 26′    | Publik: 7 854                 | Publik: 7 854 |
|  |                  |                                   |     |                | Publik: 7 854                 | Publik: 7 854 |
|  |                  |                                   |     |                | Publik: 7 854                 | Publik: 7 854 |